# C.N. van Goor
Cornelis Nicolaas van Goor (Kralingen, 1 april 1861 - Rotterdam, 21 augustus 1945) was een Nederlands architect.

## Bouwwerken
Tot zijn werken behoren onder andere:
- Kantoorgebouw Stokvis, Westzeedijk, Rotterdam ( met J. Verheul Dzn)
- Centrale hal elektriciteitsbedrijf Rotterdam
- Administratiegebouw Diergaarde Blijdorp, Rotterdam
- Gebouw voor Kunsten en Wetenschappen, Binnenweg, Rotterdam (verwoest door brand)
- Vakantiekoloniehuis, Driebergen
- Gazelle Rijwielfabriek, Dieren
- Fenixloods